# Club de Deportes O'Higgins Braden
El Club de Deportes O'Higgins Braden fue un club de fútbol de Chile, con sede en la ciudad de Rancagua. Fue fundado el 25 de mayo de 1954 tras la fusión de los clubes Braden e Instituto O'Higgins. En el único torneo que disputó fue campeón de Segunda División de Chile, y desapareció el 7 de abril de 1955, al verse obligado a fusionarse con América a fin de ascender a la Primera División, dando origen al Club Deportivo O'Higgins.

## Historia
El 25 de mayo de 1954, Instituto O'Higgins, que competía en la Segunda División de Chile, decidió fusionarse con el equipo de fútbol de la Braden Copper Company, para formar así al «Club de Deportes O'Higgins Braden».
Así, pese a su corta existencia, el club participó en el campeonato de Segunda División de 1954 y disputó palmo a palmo los primeros lugares de la tabla de posiciones con América, también de Rancagua. Finalmente, de la mano de su entrenador Francisco Hormazábal junto con su preparador físico Eduardo Muñoz, O'Higgins Braden se tituló campeón invicto del torneo, luego de ganar 12 partidos y empatar 6, mientras que América, dirigido por Salvador Nocetti, resultó vicecampeón.
Apenas terminado el campeonato, la Asociación Central de Fútbol (ACF), con su política de «un club por ciudad», ordenó que ambos clubes deberían fusionarse para que Rancagua tuviera un cuadro en Primera División. La imposición generó un intenso debate durante los primeros meses de 1955, ya que ninguno de los dos clubes aceptaba la fusión. América argumentó que no tenía problemas de continuar en la segunda categoría, y que no quería ser absorbido por sus rivales.
Sin embargo, ante la posibilidad de desafiliación de ambos clubes y la pérdida del cupo para la ciudad, el 7 de abril de 1955 y tras muchas discusiones, los dos equipos de Rancagua se unieron para formar al Club Deportivo O'Higgins.

## Datos del club
- Temporadas en Segunda División: 1 (1954).
- Mayor goleada conseguida:
  - En campeonatos nacionales: 7-0 a La Cruz, en 1954.

## Jugadores

### Plantel campeón de 1954
- Luis Valenzuela (ARQ)
- Raúl Salazar (DEF)
- Naín Demetrio Rostión (DEF)
- Milton Puga (MED)
- Juan Bautista Soto (DEF)
- Mario De Luca (MED)
- Jorge Peñaloza (DEL)
- Juvenal Soto (DEL)
- Mario González (DEF)
- Sergio Fuenzalida (DEL)
- René Valdenegro (DEL)
- Ernesto Soto (ARQ)
- Francisco Hormazábal (DT)
- Eduardo Muñoz Muñoz (PF)

## Palmarés

### Torneos nacionales
- Segunda División de Chile (1): 1954.